# Charles Lemaire
Pour les articles homonymes, voir Charles Lemaire (homonymie) et Lemaire.

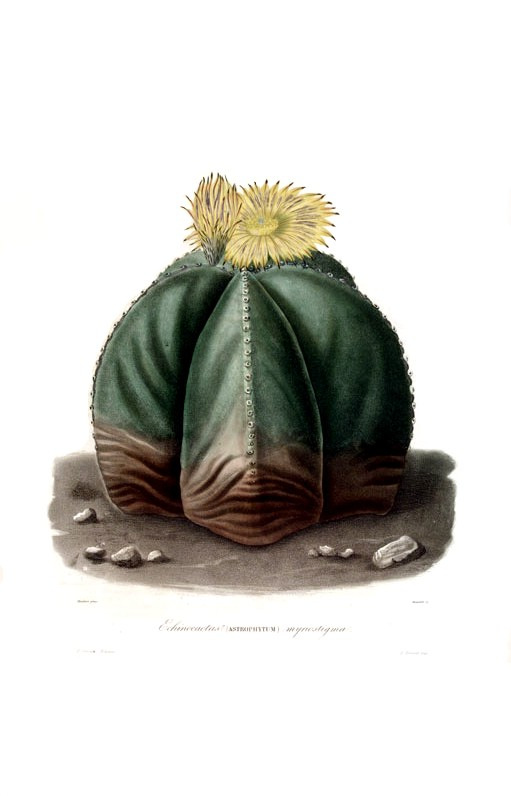
Astrophytum myriostigma Lem.

Charles Antoine Lemaire, né le 1er novembre 1800 à Paris et mort le 22 juin 1871 dans le 10e arrondissement de Paris, est un botaniste français, auteur de nombreux ouvrages sur les Cactaceae..

## Biographie
Il a commencé sa carrière comme professeur de littérature classique à l'université de Paris où il s'est découvert une passion pour la botanique.
Devenu spécialiste des Cactaceae, il a écrit de nombreux livres sur ce thème et a nommé de nombreux genres et espèces comme le Schlumbergera.
Il a commencé sa carrière de botaniste à Paris en 1835, où il publia Jardin Fleuriste et L'Horticulteur universel.
En 1845, il part en Belgique pour publier Flore des serres et des jardins de l'Europe, puis L'Illustration horticole. Il souhaitait améliorer l'illustration des plantes mais sa monographie exhaustive sur la famille des Cactaceae : Iconographie descriptive des Cactées, originellement publiée de 1841 à 1847 et rééditée en 1993, est resté inachevée.

## Hommages
Le genre Lemaireocereus et l'espèce  Melocactus lemairei ont été nommés en son honneur.

## Publications
- Cactearum aliquot novarum, 1838.
- Cactearum genera nova speciesque novae, 1839.
- Les plantes grasses autres que les cactées, 1869.